# Женска фудбалска репрезентација Доминиканске Републике
Женска фудбалска репрезентација Доминиканске Републике (енгл. Dominican Republic women's national football team, је женски фудбалски тим који представља Доминиканску Републику на међународним такмичењима и такмичи се у Конфедерацији фудбалског савеза Северне, Централне Америке и Кариба (Конкакаф).

## Историја
Први покушаји Доминиканске фудбалске федерације да се састави доминикански женски фудбалски тим почели су крајем 2002. године . Први тренер сениорског тима био је Сантјаго Морел, а први турнир на којем је тим учествовао биле су квалификације за златни куп Конкакафа 2002. За овај квалификациони процес биле су у Групи 2 заједно са Хаитијем, Бахамима и Светом Лусијом. играло се на стадиону Силвио Катор у Порт о Пренсу. Први такмичарски меч био је нерешен резултат 2 : 2 против друге Свете Луције 10. јула. Затим је уследила победа од 3 : 0 против Бахама и пораз од 2 : 0 од локалног Хаитија, што је елиминисало тим Креола из даљњег такмичења.
Други и последњи турнир који је водио Сантјаго Морел био је предолимијске квалификације Конкакафа за жене 2004. против Доминикане, у првој утакмици су изгубиле резултатом 0 : 7, а у реваншу победиле са 3 : 2. Обе утакмице су одржане на Пан Американ стадиону у граду Сан Кристобал.

## Достигнућа

### Светско првенство за жене
| Светско првенство у фудбалу за жене резултати | Светско првенство у фудбалу за жене резултати | Светско првенство у фудбалу за жене резултати | Светско првенство у фудбалу за жене резултати | Светско првенство у фудбалу за жене резултати | Светско првенство у фудбалу за жене резултати | Светско првенство у фудбалу за жене резултати | Светско првенство у фудбалу за жене резултати | Светско првенство у фудбалу за жене резултати |
| Година                                        | Резултат                                      | Ута                                           | Поб                                           | Нер*                                          | изг                                           | ГД                                            | ГП                                            |                                               |
| --------------------------------------------- | --------------------------------------------- | --------------------------------------------- | --------------------------------------------- | --------------------------------------------- | --------------------------------------------- | --------------------------------------------- | --------------------------------------------- | --------------------------------------------- |
| 1991                                          | Нису учествовале                              | Нису учествовале                              | Нису учествовале                              | Нису учествовале                              | Нису учествовале                              | Нису учествовале                              | Нису учествовале                              |                                               |
| 1995                                          | Нису учествовале                              | Нису учествовале                              | Нису учествовале                              | Нису учествовале                              | Нису учествовале                              | Нису учествовале                              | Нису учествовале                              |                                               |
| 1999                                          | Нису учествовале                              | Нису учествовале                              | Нису учествовале                              | Нису учествовале                              | Нису учествовале                              | Нису учествовале                              | Нису учествовале                              |                                               |
| 2003                                          | Нису се квалификовале                         | Нису се квалификовале                         | Нису се квалификовале                         | Нису се квалификовале                         | Нису се квалификовале                         | Нису се квалификовале                         | Нису се квалификовале                         |                                               |
| 2007                                          | Нису се квалификовале                         | Нису се квалификовале                         | Нису се квалификовале                         | Нису се квалификовале                         | Нису се квалификовале                         | Нису се квалификовале                         | Нису се квалификовале                         |                                               |
| 2011                                          | Нису се квалификовале                         | Нису се квалификовале                         | Нису се квалификовале                         | Нису се квалификовале                         | Нису се квалификовале                         | Нису се квалификовале                         | Нису се квалификовале                         |                                               |
| 2015                                          | Нису се квалификовале                         | Нису се квалификовале                         | Нису се квалификовале                         | Нису се квалификовале                         | Нису се квалификовале                         | Нису се квалификовале                         | Нису се квалификовале                         |                                               |
| 2019                                          | Нису се квалификовале                         | Нису се квалификовале                         | Нису се квалификовале                         | Нису се квалификовале                         | Нису се квалификовале                         | Нису се квалификовале                         | Нису се квалификовале                         |                                               |
| 2023                                          | У току                                        | У току                                        | У току                                        | У току                                        | У току                                        | У току                                        | У току                                        |                                               |
| Укупно                                        | -                                             | -                                             | -                                             | -                                             | -                                             | -                                             | -                                             |                                               |

*Означава нерешене утакмице укључујући нокаут мечеве одлучене извођењем једанаестераца.

### Олимпијске игре
| Олимпијске игре резултати | Олимпијске игре резултати | Олимпијске игре резултати | Олимпијске игре резултати | Олимпијске игре резултати | Олимпијске игре резултати | Олимпијске игре резултати | Олимпијске игре резултати | Олимпијске игре резултати |          | Конкакаф квалификације | Конкакаф квалификације | Конкакаф квалификације | Конкакаф квалификације | Конкакаф квалификације | Конкакаф квалификације |        |
| Година                    | Коло                      | Поз                       | Ута                       | Поб                       | Нер*                      | Изг                       | ГД                        | ГП                        | Ута      | Поб                    | Нер*                   | Изг                    | ГД                     | ГП                     |                        |        |
| ------------------------- | ------------------------- | ------------------------- | ------------------------- | ------------------------- | ------------------------- | ------------------------- | ------------------------- | ------------------------- | -------- | ---------------------- | ---------------------- | ---------------------- | ---------------------- | ---------------------- | ---------------------- | ------ |
| 1996                      | Нису учествовале          | Нису учествовале          | Нису учествовале          | Нису учествовале          | Нису учествовале          | Нису учествовале          | Нису учествовале          | Нису учествовале          | СП 1995. | СП 1995.               | СП 1995.               | СП 1995.               | СП 1995.               | СП 1995.               |                        |        |
| 2000                      | Нису учествовале          | Нису учествовале          | Нису учествовале          | Нису учествовале          | Нису учествовале          | Нису учествовале          | Нису учествовале          | Нису учествовале          | СП 1999. | СП 1999.               | СП 1999.               | СП 1999.               | СП 1999.               | СП 1999.               |                        |        |
| 2004                      | Нису се квалификовале     | Нису се квалификовале     | Нису се квалификовале     | Нису се квалификовале     | Нису се квалификовале     | Нису се квалификовале     | Нису се квалификовале     | Нису се квалификовале     | 2        | 0                      | 0                      | 2                      | 2                      | 10                     |                        |        |
| 2008                      | Нису се квалификовале     | Нису се квалификовале     | Нису се квалификовале     | Нису се квалификовале     | Нису се квалификовале     | Нису се квалификовале     | Нису се квалификовале     | Нису се квалификовале     | 3        | 2                      | 0                      | 1                      | 22                     | 2                      |                        |        |
| 2012                      | Нису се квалификовале     | Нису се квалификовале     | Нису се квалификовале     | Нису се квалификовале     | Нису се квалификовале     | Нису се квалификовале     | Нису се квалификовале     | Нису се квалификовале     | 6        | 3                      | 0                      | 3                      | 5                      | 27                     |                        |        |
| 2016                      | Нису се квалификовале     | Нису се квалификовале     | Нису се квалификовале     | Нису се квалификовале     | Нису се квалификовале     | Нису се квалификовале     | Нису се квалификовале     | Нису се квалификовале     | 2        | 1                      | 0                      | 1                      | 11                     | 6                      |                        |        |
| 2020                      | Нису се квалификовале     | Нису се квалификовале     | Нису се квалификовале     | Нису се квалификовале     | Нису се квалификовале     | Нису се квалификовале     | Нису се квалификовале     | Нису се квалификовале     | 4        | 2                      | 2                      | 0                      | 4                      | 0                      |                        |        |
| 2024                      | У току                    | У току                    | У току                    | У току                    | У току                    | У току                    | У току                    | У току                    | у току   | у току                 | у току                 | у току                 | у току                 | у току                 | у току                 | у току |
| Укупно                    | -                         | -                         | -                         | -                         | -                         | -                         | -                         | -                         | 17       | 8                      | 2                      | 7                      | 44                     | 45                     |                        |        |

*Означава нерешене утакмице укључујући нокаут мечеве одлучене извођењем једанаестераца.

### Конкакафов шампионат за жене
| Конкакафов шампионат у фудбалу за жене резултати | Конкакафов шампионат у фудбалу за жене резултати | Конкакафов шампионат у фудбалу за жене резултати | Конкакафов шампионат у фудбалу за жене резултати | Конкакафов шампионат у фудбалу за жене резултати | Конкакафов шампионат у фудбалу за жене резултати | Конкакафов шампионат у фудбалу за жене резултати | Конкакафов шампионат у фудбалу за жене резултати |                  | Квалификациони резултати | Квалификациони резултати | Квалификациони резултати | Квалификациони резултати | Квалификациони резултати | Квалификациони резултати |
| Година                                           | Рез                                              | Ута                                              | Поб                                              | Нер*                                             | Изг                                              | ГД                                               | ГП                                               | Ута              | Поб                      | Нер*                     | Изг                      | ГД                       | ГП                       |                          |
| 1991                                             | Нису учествовале                                 | Нису учествовале                                 | Нису учествовале                                 | Нису учествовале                                 | Нису учествовале                                 | Нису учествовале                                 | Нису учествовале                                 | Нису учествовале | Нису учествовале         | Нису учествовале         | Нису учествовале         | Нису учествовале         | Нису учествовале         |                          |
| 1993                                             | Нису учествовале                                 | Нису учествовале                                 | Нису учествовале                                 | Нису учествовале                                 | Нису учествовале                                 | Нису учествовале                                 | Нису учествовале                                 | Нису учествовале | Нису учествовале         | Нису учествовале         | Нису учествовале         | Нису учествовале         | Нису учествовале         |                          |
| 1994                                             | Нису учествовале                                 | Нису учествовале                                 | Нису учествовале                                 | Нису учествовале                                 | Нису учествовале                                 | Нису учествовале                                 | Нису учествовале                                 | Нису учествовале | Нису учествовале         | Нису учествовале         | Нису учествовале         | Нису учествовале         | Нису учествовале         |                          |
| 1998                                             | Нису учествовале                                 | Нису учествовале                                 | Нису учествовале                                 | Нису учествовале                                 | Нису учествовале                                 | Нису учествовале                                 | Нису учествовале                                 | Нису учествовале | Нису учествовале         | Нису учествовале         | Нису учествовале         | Нису учествовале         | Нису учествовале         |                          |
| 2000                                             | Нису учествовале                                 | Нису учествовале                                 | Нису учествовале                                 | Нису учествовале                                 | Нису учествовале                                 | Нису учествовале                                 | Нису учествовале                                 | Нису учествовале | Нису учествовале         | Нису учествовале         | Нису учествовале         | Нису учествовале         | Нису учествовале         |                          |
| 2002                                             | Нису се квалификовале                            | Нису се квалификовале                            | Нису се квалификовале                            | Нису се квалификовале                            | Нису се квалификовале                            | Нису се квалификовале                            | Нису се квалификовале                            | 3                | 1                        | 1                        | 1                        | 5                        | 4                        |                          |
| 2006                                             | Нису се квалификовале                            | Нису се квалификовале                            | Нису се квалификовале                            | Нису се квалификовале                            | Нису се квалификовале                            | Нису се квалификовале                            | Нису се квалификовале                            | 5                | 4                        | 0                        | 1                        | 13                       | 9                        |                          |
| 2010                                             | Нису се квалификовале                            | Нису се квалификовале                            | Нису се квалификовале                            | Нису се квалификовале                            | Нису се квалификовале                            | Нису се квалификовале                            | Нису се квалификовале                            | 2                | 1                        | 0                        | 1                        | 4                        | 3                        |                          |
| 2014                                             | Нису се квалификовале                            | Нису се квалификовале                            | Нису се квалификовале                            | Нису се квалификовале                            | Нису се квалификовале                            | Нису се квалификовале                            | Нису се квалификовале                            | Куп Кариба 2014. | Куп Кариба 2014.         | Куп Кариба 2014.         | Куп Кариба 2014.         | Куп Кариба 2014.         | Куп Кариба 2014.         |                          |
| 2018                                             | Нису се квалификовале                            | Нису се квалификовале                            | Нису се квалификовале                            | Нису се квалификовале                            | Нису се квалификовале                            | Нису се квалификовале                            | Нису се квалификовале                            | 4                | 2                        | 1                        | 1                        | 7                        | 5                        |                          |
| 2022                                             | У току                                           | У току                                           | У току                                           | У току                                           | У току                                           | У току                                           | У току                                           | У току           | У току                   | У току                   | У току                   | У току                   | У току                   |                          |
| Укупно                                           | -                                                | -                                                | -                                                | -                                                | -                                                | -                                                | -                                                |                  | 14                       | 8                        | 2                        | 4                        | 29                       | 21                       |

*Draws include knockout matches decided on penalty kicks.